# Jennifer Lauret
Pour les articles homonymes, voir Lauret.
Jennifer Lauret, née le 1er janvier 1980 à Toulouse, (Haute-Garonne), est une actrice française.
Elle est connue pour ses rôles dans les séries Julie Lescaut (Sarah Lescaut), Une famille formidable (Frédérique Beaumont), Camping Paradis (Ariane Leroy) et Demain nous appartient (Raphaëlle Perraud).

## Biographie

### Jeunesse et famille
Jennifer Lauret est née le 1er janvier 1980 à Toulouse, en Haute-Garonne. Elle a un frère et une sœur, plus âgés qu'elle. Sa famille déménage à Paris quand elle a six ans.

### Carrière
Ses parents l'inscrivent dans une agence de publicité quand elle est encore enfant. Jennifer Lauret commence alors sa carrière très jeune en apparaissant dans une publicité télévisuelle pour poupée Barbie en 1986 et dans un clip de Johnny Hallyday (Si j'étais moi) en 1989,.
Puis, elle joue un rôle secondaire entre 1988 et 1990 sur TF1 dans la série télévisée Marc et Sophie, ainsi qu'au théâtre dans la pièce Joe Egg aux côtés de Patrick Chesnais.
Sa carrière est véritablement lancée en 1991 avec son rôle de Pénélope dans le film Génial, mes parents divorcent ! de Patrick Braoudé.
Les propositions s'enchaînent ensuite pour l'actrice qui décroche de nombreux rôles à la télévision, notamment sur TF1 dans les séries Une famille formidable,, et Julie Lescaut, avec les rôles respectifs de Frédérique Beaumont et de Sarah (la fille aînée de Julie Lescaut) qui l'ont rendue célèbre. Elle commence l'aventure à l'âge de 12 ans et grandit sous les caméras.
De 2006 à 2012, elle incarne Ariane Leroy dans la série Camping Paradis sur TF1.
En 2013, Jennifer Lauret participe à l'émission Splash : le grand plongeon sur TF1 où elle se blesse après avoir sauté d'une falaise de 10 mètres de haut.
Elle participe aussi à Fort Boyard en juillet 2007 puis en juin 2013.
En 2021, elle rejoint le tournage de la série télévisée Demain nous appartient,.
L'actrice s'implique également dans l'immobilier et la restauration.

### Vie privée
A l'âge de 16 ans en 1996, Jennifer Lauret se met en couple avec Yannick Roger, qui est Sapeur-Pompier. Le 1er mai 1999, elle accouche d'une fille, prénommée Carla Roger. Le couple se marie le 17 juin 2000 et divorce deux ans plus tard.
Le 1er décembre 2007, Jennifer Lauret épouse Patrick Sorrentino, un promoteur bordelais de onze ans son aîné. Le couple aura trois filles : Shaana (née le 6 avril 2007), Anna (née le 2 juillet 2010) et Nell (née le 9 mai 2012),. La famille habite à Bordeaux.

## Filmographie
Sauf indication contraire, les informations mentionnées dans cette section peuvent être confirmées par les bases de données cinématographiques IMDb et Allociné,  présentes dans la section « Liens externes ».

### Cinéma

#### Longs métrages
- 1991 : Génial, mes parents divorcent ! : Pénélope
- 1997 : Amour et Confusions : une fille amoureuse
- 1997 : Une femme très très très amoureuse : Judith

#### Court métrage
- 1988 : Matin de mariage de Gérard Jumel

### Télévision
- 1988 à 1990 : Marc et Sophie : Juliette, la petite voisine du dessus
- 1992 : 2 bis, rue de la Combine : ?
- 1992 à 2014 : Julie Lescaut : Sarah Lescaut
- 1992 à 2018 : Une famille formidable : Frédérique Beaumont
- 1994 : Cœur à prendre : Valérie Bouquet
- 1994 : Passé sous silence : Cécile jeune
- 1995 : La Rivière Espérance : Virginie à 13 ans
- 1997 : Bonne fête papa : Marion
- 1997 : La fine équipe : Vanessa
- 1997 : Une leçon particulière : Vanessa
- 2003 : Robinson Crusoé : Isabella à 20 ans
- 2006 : Commissaire Moulin : épisode « Le petit fugitif » : Julie Jonquet
- 2006 à 2012 : Camping Paradis : Ariane Leroy
- 2008 : Bébé à bord : Lola
- 2018 : Joséphine, ange gardien : épisode « Trois campeurs et un mariage » : Ariane Leroy
- Depuis 2021 : Demain nous appartient : Raphaëlle Perraud[5]
- 2025 : Joséphine, ange gardien

### Doublage

#### Cinéma

##### Films
- 1991 : Amber Scott dans Hook ou la Revanche du capitaine Crochet : Maggie Banning[15]
- 1993 : Anna Paquin dans La Leçon de piano : Flora McGrath[réf. nécessaire]
- 1994 : Kirsten Dunst dans Entretien avec un vampire : Claudia[16]

#### Télévision

##### Séries télévisées
- 2004 : Alexa Davalos dans Les Chroniques de Riddick (série télévisée) : Kyra[17]